# Maciej Irek
Maciej Irek (ur. 14 lipca 1986) – polski judoka.
Były zawodnik klubów: UKS 15 Krosno (2000), SKS Orlęta Krosno (2001-2005), AZS UW Warszawa (2005-2007), UKJ Ryś Warszawa (2008-2009). Brązowy medalista mistrzostw Polski seniorów 2007 w kategorii do 60 kg. Ponadto m.in. mistrz Polski juniorów 2005 w kategorii do 55 kg. 